# جيانلكا تورشيتا
جيانلكا تورشيتا (بالإيطالية: Gianluca Turchetta)‏ (29 مارس 1991 برافينا في إيطاليا - ) هو لاعب كرة قدم إيطالي في مركز الوسط. لعب مع نادي بارما ونادي تشيزينا وFC Matera ‏ ونادي سودتيرول وASD Barletta 1922 ‏ وAC Bellaria Igea Marina ‏ وForlì FC ‏.

## روابط خارجية
- جيانلكا تورشيتا على موقع قاعدة بيانات كرة القدم.إي يو (الإنجليزية)
- جيانلكا تورشيتا على موقع Soccerway.com (الإنجليزية)